# دهستان آنیا (۲۰۰۲)
دهستان آنیا (به لاتین: Anija Parish) یک دهستان در استونی بود که در شهرستان هاریو واقع شده‌بود.

## خصوصیات
دهستان آنیا ۵۲۰٫۹۴ کیلومترمربع مساحت و ۶٬۱۹۷ نفر جمعیت دارد.